# NGC 2369A
NGC 2369A је спирална галаксија у сазвежђу Прамац која се налази на NGC листи објеката дубоког неба.
Деклинација објекта је - 62° 56' 12" а ректасцензија 7h 18m 43,5s. Привидна величина (магнитуда) објекта NGC 2369 износи 12,9 а фотографска магнитуда 13,7. NGC 2369A је још познат и под ознакама ESO 88-8, AM 0718-625, IRAS 07182-6250, PGC 20640.